# Депортації поляків з території Української РСР
Депортації поляків з території Української РСР — депортації, які чинилися, як правило, в ході більш широких депортацій населення певних районів за межі території УРСР. 
Перша депортація, однак, відбувалася в межах кордонів республіки. Так, 1935–36 понад 10 тис. осіб, переважно польської національності, були переселені з прилеглих до Польщі районів углиб УРСР на основі відповідних рішень ЦК КП(б)У.
28 квітня 1936 РНК СРСР прийняв спеціальну постанову про вивезення поляків з УРСР до Казахської РСР як «політично неблагонадійних». Вивезення відбувалося в кілька етапів, зокрема 1-шу групу складали 36 045 поляків з р-нів Житомирщини й Поділля. 
Ще одна хвиля виселень мала місце після того, як у вересні 1939 на території західно-українських земель вступила Червона армія (див. Радянська армія) і ця територія увійшла до складу УРСР. Депортації здійснювалися на основі відповідних рішень органів радянської влади кількома заходами. Згідно з постановою РНК СРСР від 5 листопада 1939 про виселення осадників у східні райони СРСР, у 1-му кварталі 1940 було вивезено з УРСР близько 90 тис. осіб, головним чином поляків. Наступне вивезення відбулось у квітні 1940. Цього разу депортації підлягали офіцери польської армії, колишні жандарми та поліцейські, вищі чини державного апарату, фабриканти, члени їхніх сімей, а також сім'ї учасників підпільних антирадянських організацій. 
Чергова акція переселення "суспільно чужих елементів" відбулася напередодні Німецько-радянської війни 1941–1945 – у травні 1941. Усього 1940–41 вивезено із західних областей України у східні райони СРСР приблизно 160–180 тис. осіб. Фактично депортацією була й репатріація польського населення з України 1944–46, оскільки вона мала переважно насильницький характер. Відповідно до угоди від 9 вересня 1944 між урядом УРСР і Польським комітетом національного визволення, всього було переселено (разом з євреями – колишніми польськими громадянами) з території УРСР на територію Польщі 810,4 тис. осіб.